# Quwwat as-Sanadid
Die Quwwat as-Sanadid (arabisch قوات الصناديد, DMG Quwwāt aṣ-Ṣanādīd ‚Kräfte der Mutigen‘) ist die Miliz des von Scheich Humaidi Daham al-Hadi geführten sunnitisch-arabischen Schammar-Stammes in Syrien. Die Miliz wurde 2013 gegründet und kämpft im Bürgerkrieg in Syrien gegen die Terrororganisation Islamischer Staat. Ihr Kommandeur ist Scheich Bandar al-Humaidi, ein Sohn des Stammesführers. Sie umfasst nach eigenen Angaben etwa 4500 Kämpfer. Der Stamm bewohnt die Gegenden um Til Koçer (al-Yaʿrubiyya) and Dschazʿa im Gouvernement al-Hasaka, das seit 2013 Teil Rojavas ist. Rojava ist selbstverwaltetes Gebiet innerhalb Syriens, das im Zuge des Bürgerkrieges entstand und dessen Idee auch von Al-Sanadid unterstützt wird. So kämpft die As-Sanadid zusammen mit den kurdischen Volksverteidigungseinheiten (YPG) und christlichen Milizen gegen den IS und konnten so große Landstriche im Osten Syriens zurückerobern.
Im Oktober 2015 formierte sie sich mit den YPG, der sunnitisch-arabischen Armee der Revolutionäre (Dschaisch ath-Thuwwar) und dem assyrisch-aramäischen Militärrat der Suryoye (MFS) sowie weiteren Einheiten zu den Demokratischen Kräften Syriens.